# شهباز چهچهه‌زن تیره

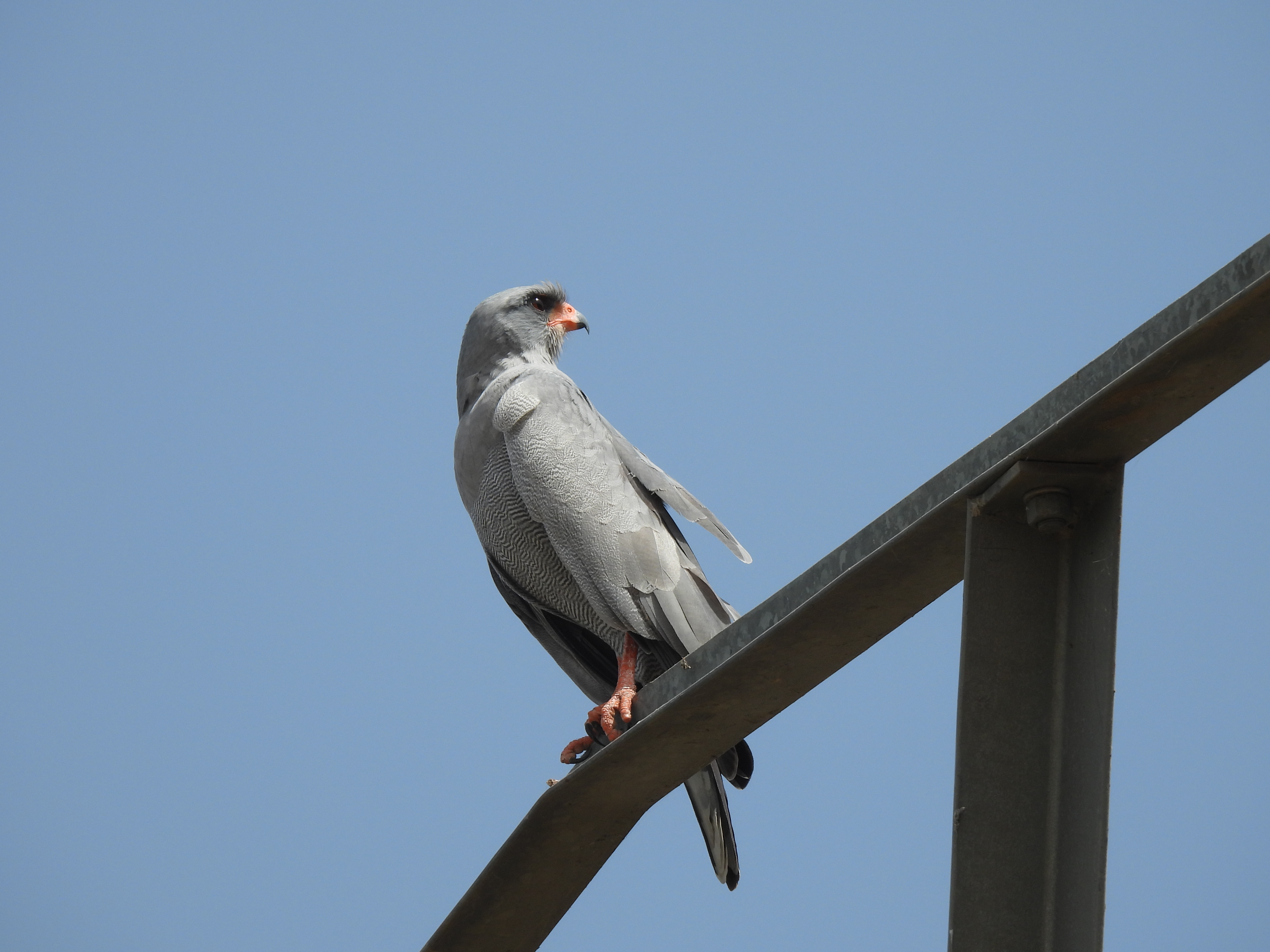
M. m. metabates، گامبیا

شهباز تیره (نام علمی: Melierax metabates) یک پرنده شکاری از تیرهٔ بازان (Accipitridae) است که در بیشتر مناطق جنوب صحرای آفریقا و جنوب عربستان با جمعیتی منزوی و رو به کاهش در جنوب مراکش یافت می‌شود.